# Luthereiche Kleinluga

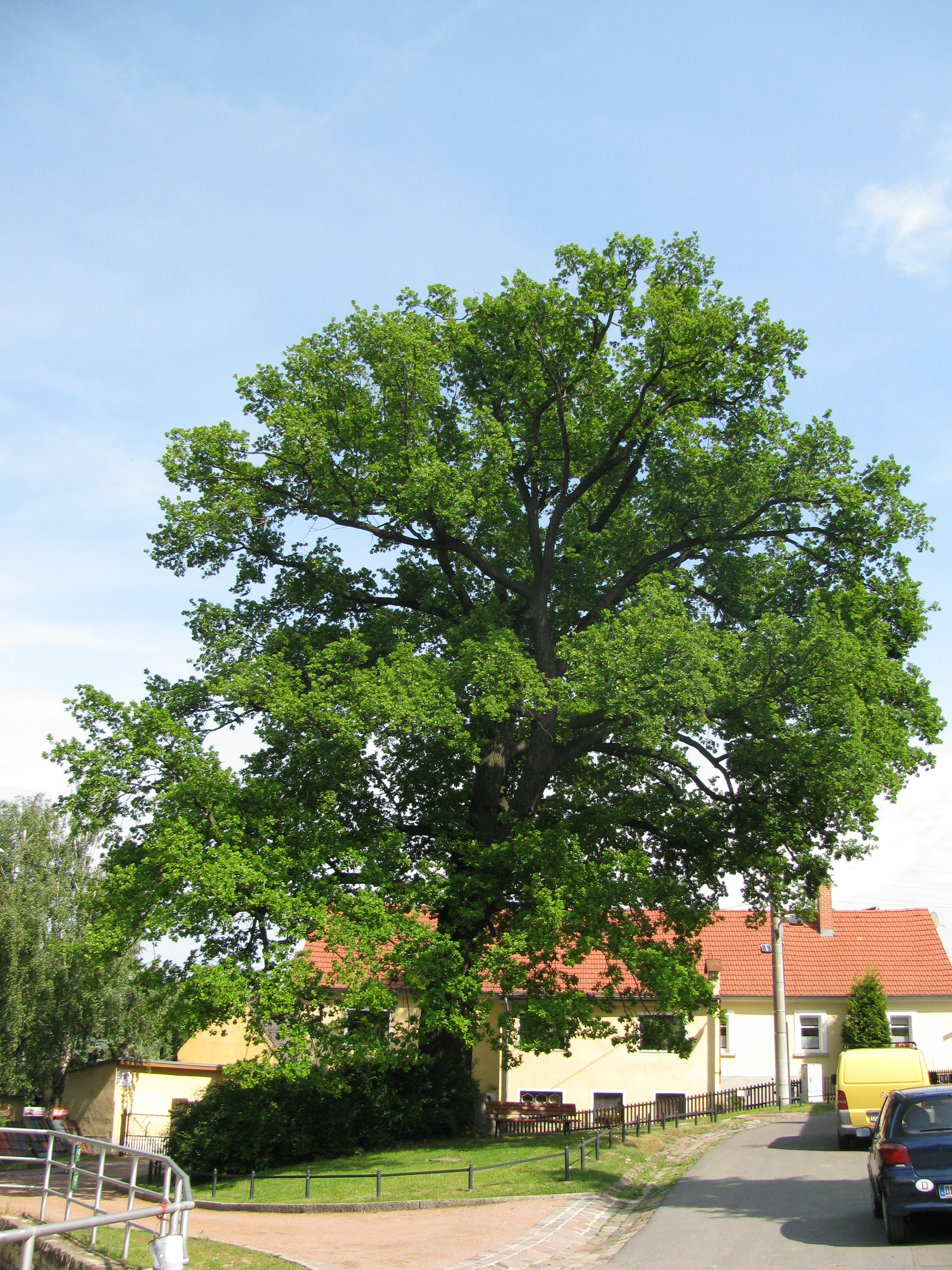
Luthereiche Kleinluga, im Hintergrund das Gehöft Teichplatz 9

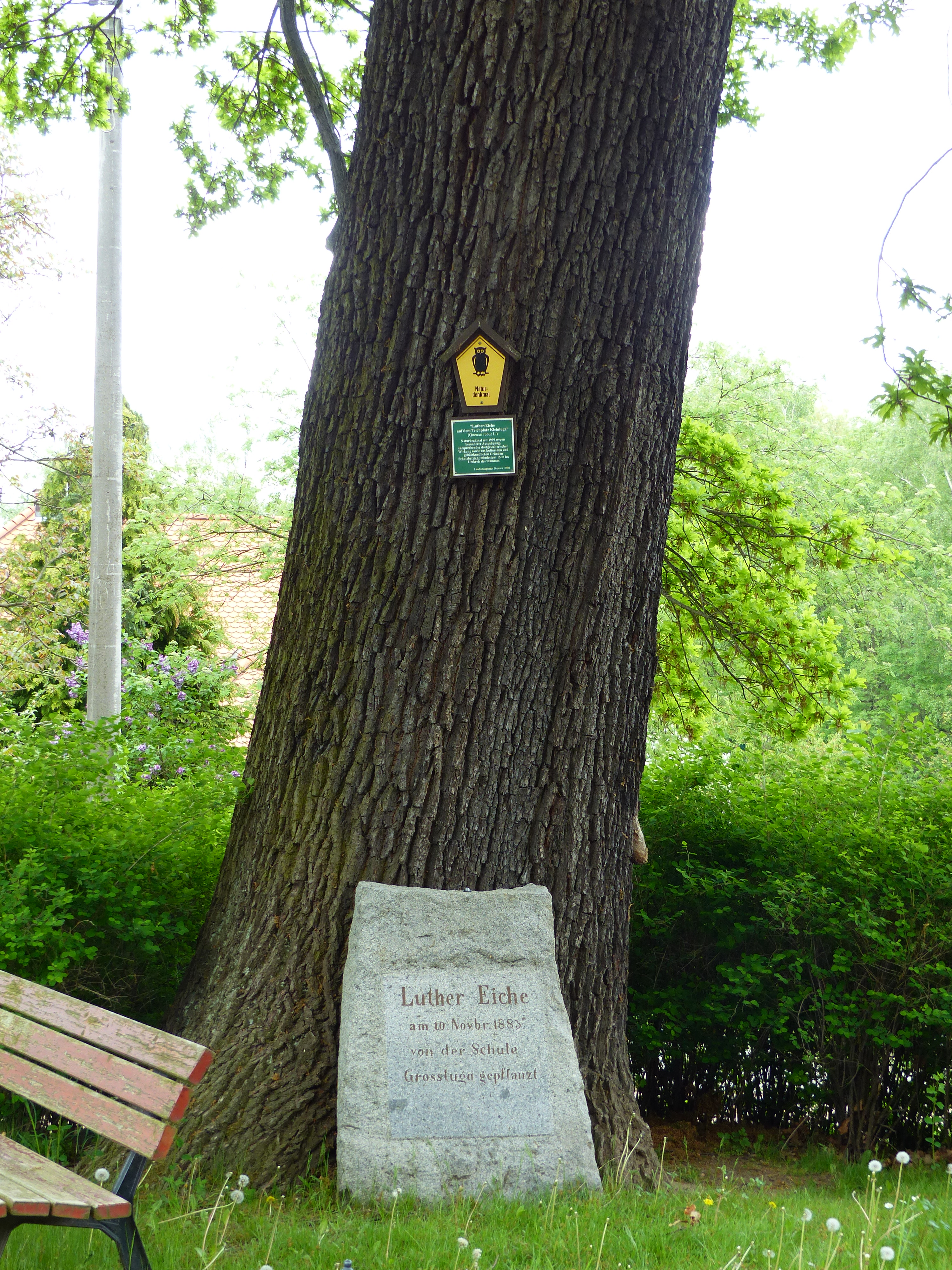
Gedenkstein und Naturschutztafeln am Baum

Die Luthereiche Kleinluga ist ein 1883 anlässlich des 400. Geburtstags des Reformators Martin Luther gepflanzter Gedenkbaum im heutigen Dresdner Stadtteil Kleinluga. Gemeinsam mit dem vor dem Baum stehenden Gedenkstein steht die Luthereiche als Kulturdenkmal unter Schutz. Zusätzlich ist der Baum seit 1999 unter der Bezeichnung Luther-Eiche auf dem Teichplatz Kleinluga als Naturdenkmal (ND 88) ausgewiesen. Mit einer Höhe von etwa 20 Metern und einem Kronendurchmesser von etwa 22 Metern bei einem Stammumfang von etwa 4,10 Metern ist diese Stiel-Eiche (Quercus robur) nicht ganz so mächtig wie die etwas ältere Stiel-Eiche Dorfplatz Oberpoyritz, nimmt wie jene jedoch ebenfalls eine platzbeherrschende Stellung auf dem Dorfplatz eines ländlichen Stadtteils im Dresdner Südosten ein.

## Lage
Der Lutherbaum steht auf dem Teichplatz genannten Dorfplatz von Kleinluga im südöstlichen, linkselbischen Stadtbezirk Prohlis. Er steht sich dort auf dem Flurstück 2 in Sichtweite des nordwestlich von ihm gelegenen Teiches (Flurstück 1). Angrenzende Gehöfte sind Teichplatz 8 (südlich) und 9 (östlich).

## Geschichte
Anlässlich des 400. Geburtstags des Reformators Martin Luther sind im überwiegend protestantischen Königreich Sachsen im November 1883 zahlreiche Lutherbäume gepflanzt worden. So haben auch die Schüler der Schule Großluga, zu deren Schulverband Kleinluga gehörte, am 10. November 1883 diese Stiel-Eiche gepflanzt, woran ein Gedenkstein erinnert.
Zur Sicherung und Erhaltung des Baumes hat der Dresdner Stadtrat ihn am 10. Juni 1999 als Naturdenkmal festgesetzt. Der Schutzstatus erstreckt sich bis zur Kronentraufe zuzüglich 3 Metern, mindestens jedoch 15 Meter im Umkreis des Stammes. Im Rahmen der Neugestaltung des Teichplatzes in den Jahren 1998/1999 ist der Gedenkstein erneuert worden.